# Ctenoplectra apicalis
Ctenoplectra apicalis är en biart som beskrevs av Smith 1879. Ctenoplectra apicalis ingår i släktet Ctenoplectra och familjen långtungebin. Inga underarter finns listade i Catalogue of Life.